# Občina Nazarje
Občina Nazarje je jednou z 212 občin ve Slovinsku. Nachází se v Savinjském regionu na území historického Dolního Štýrska. Občinu tvoří 15 sídel, její rozloha je 43,4 km² a k 1. lednu 2017 zde žilo 2 582 obyvatel. Správním střediskem občiny je vesnice Nazarje.

## Geografie
Severovýchodním cípem občiny protéká řeka Savinja, do které se u vesnice Nazarje zprava vlévá říčka Dreta. Většina vesnic občiny je soustředěna v údolí podél této říčky. Nadmořská výška v této části je zhruba od 350 do 400 m. Směrem k jihu se zvedají zalesněné kopce až do výše 1427 m n. m. (vrch Šavnice). Při soutoku řek stojí hrad Vrbovec, ve kterém je umístěno lesnické muzeum.

## Členění občiny
Občina se dělí na sídla: Brdo, Dobletina, Čreta pri Kokarjah, Kokarje, Lačja vas, Nazarje, Potok, Prihova, Pusto Polje, Rovt pod Menino, Spodnje Kraše, Šmartno ob Dreti, Volog, Zavodice, Žlabor.

## Sousední občiny
Sousedním občinami jsou: Mozirje na severu, Braslovče na východě, Vransko na jihovýchodě, Kamnik na jihu, Gornji Grad na západě a Rečica ob Savinji na severozápadě.